# Листвин (Хойникский район)
Листвин (бел. Лісцвін) — деревня в Поселичском сельсовете Хойникского района Гомельской области Республики Беларусь.

## География

### Расположение
В 6 км на юго-восток от районного центра и железнодорожной станции Хойники (на ветке Василевичи — Хойники от линии Гомель — Калинковичи), в 109 км от Гомеля.

### Гидрография
На западе мелиоративный канал, соединённый с рекой Припять (приток реки Днепр).

## Транспортная сеть
Транспортные связи по просёлочной, а затем автодороге Хойники — Брагин. Планировка состоит из прямолинейной улицы, ориентированной с юго-востока на северо-запад, к которой с запада присоединяется короткая улица. Застройка двусторонняя, деревянная, усадебного типа.

## История
Обнаруженные археологами в окрестностях деревни предметы поздненеолитического периода свидетельствуют о деятельности человека в этих местах с давних времён. По письменным источникам Листвин известен с 1512 года как село в Брагинской волости Киевского воеводства Великого Княжества Литовского. Упомянут в «Акте ограничения» волости, проводившейся по указу короля Жигимонта Старого в связи с челобитной князя Михаила Васильевича Збаражского (он же первым назвался и Вишневецким), желавшего получить её «на вечность». С середины 1569 года вся Брагинская волость и Листвин – в Королевстве Польском. При разделе 1574 года "Село Листвин з людми заседелыми и незаседелыми, з даню грошовою и медовою, з лесы, чертежами, полями, сеножатми и ловы зверинными" досталось князю Александру Александровичу Вишневецкому. На 1581 год, когда имением владела его вдова княгиня Александра, в Листвине насчитывалось 30 дымов осадных крестьян и 6 огородников. Позднее, до 1622 г. частью Брагинского имения, включая Листвин, владел князь Адам Александрович Вишневецкий. С 1641 г. Листвин – собственность князя Иеремии Михала Вишневецкого, снова объединившего в одних руках Брагинское наследие младшей линии рода. После смерти в 1672 г. жены его княгини Гризельды Констанции (из Замойских) Брагинская фортуна перешла её племяннику Станиславу Конецпольскому, умершему в 1682 г. В 1687 году Листвин назван среди селений Брагинского имения усыновлённого покойным воеводича бэлзского Яна Александра Конецпольского, сильно потерпевших от поборов и насилия казаков полковника Войска Запорожского Павла Апостола Щуровского. После смерти в 1719 г. Я. Конецпольского и пребывания в заставе у панов Войнов, примерно с 1733 года Листвин стал собственностью князя Михала Сервацыя Вишневецкого (из старшей ветви рода), именно в этом году впервые подписавшегося "графом на Брагине". В 1754 г Брагинское имение (в т. ч. Листвин) было куплено у дочери князя Михала княгини Эльжбеты Вишневецкой Михаловой Замойской паном Францем Антонием Ракицким, потомкам которого принадлежало ещё и во второй половине XIX в.
После 2-го раздела Речи Посполитой (1793 год) в составе Российской империи. Согласно переписи 1897 года в деревне действовали школа грамоты, ветряная мельница), рядом располагались околица и фольварк, в Микуличской волости Речицкого уезда Минской губернии. В 1908 году деревня, околица и фольварк.
В 1930 году организован колхоз имени В.М. Молотова, работала ветряная мельница. 54 жителя погибли на фронтах Великой Отечественной войны. Согласно переписи 1959 года в составе колхоза «Рассвет» (центр — деревня Поселичи).

## Население

### Численность
2021 год — 135 жителей, 52 хозяйства

### Динамика
- 1850 год — 198 жителей, 28 дворов
- 1897 год — 400 жителей, 61 двор; околица — 150 жителей, 25 дворов и фольварк — 17 жителей, 2 двора (согласно переписи)
- 1908 год — деревня — 498 жителей, 82 двора; околица — 210 жителей, 42 двора и фольварк — 8 жителей
- 1959 год — 684 жителя (согласно переписи)
- 2004 год — 194 жителя, 74 хозяйства
- 2021 год — 135 жителей, 52 хозяйства